# Jaszczurkowate
Jaszczurkowate, jaszczurki właściwe (Lacertidae) – rodzina jaszczurek z infrarzędu Scincomorpha w rzędzie łuskonośnych (Squamata). Obejmuje ponad 370 gatunków.

## Budowa i biologia
Lacertidae to przeważnie stosunkowo niewielkie jaszczurki o walcowatym tułowiu, dobrze wykształconych kończynach i ruchomych powiekach. Na grzbietowej stronie głowy z reguły występują duże osteodermy. Większość jaszczurek właściwych jest drapieżnikami, przeważnie owadożernymi, jednak niektóre gatunki, jak te z rodzaju Gallotia, spożywają duże ilości pokarmu roślinnego. Ogólnie, roślinożerność występuje częściej u jaszczurkowatych zasiedlających wyspy. Przynajmniej okazjonalne pożywianie się roślinami stwierdzono również u innych, w zdecydowanej większości owadożernych Lacertidae. U niektórych gatunków, także tych w większości roślinożernych, stwierdzono występowanie kanibalizmu. Lacertidae prowadzą przeważnie naziemny lub naskalny tryb życia, tylko nieliczne gatunki żyją na drzewach. Wszystkie poza jaszczurką żyworodną są jajorodne.

## Zasięg występowania
Jaszczurkowate zamieszkują całą Afrykę (bez Madagaskaru) oraz prawie całą Eurazję, poza niektórymi wyspami i najbardziej na północ wysuniętymi rejonami Rosji.

## Systematyka i ewolucja
Zarówno dane morfologiczne, jak i molekularne potwierdzają bliskie pokrewieństwo Lacertidae z teidami i okularkowatymi. Bardziej kontrowersyjne jest ich bliskie pokrewieństwo ze Scincoidea, którego nie wspierają dane molekularne. Analizy genetyczne sugerują z kolei, że współczesnym taksonem siostrzanym do Lacertidae są amfisbeny, co zdają się potwierdzać niektóre skamieniałości. Ich najbliższymi wymarłymi krewnymi mogą być Eolacertidae, znane dotąd z eocenu Europy. W zapisie kopalnym pierwotne jaszczurki właściwe znane są co najmniej od eocenu, natomiast formy blisko spokrewnione ze współczesnymi – co najmniej od oligocenu. Sugeruje to, że klad ten powstał na terenie Europy.
Analizy molekularne wskazują, że Lacertidae dzielą się na dwa główne klady, obecnie klasyfikowane w randze podrodzin: Gallotiinae i Lacertinae. W obrębie Lacertinae zachodzi kolejny dychotomiczny podział – na Eremiaidini i Lacertini, obecnie mające rangę plemion.

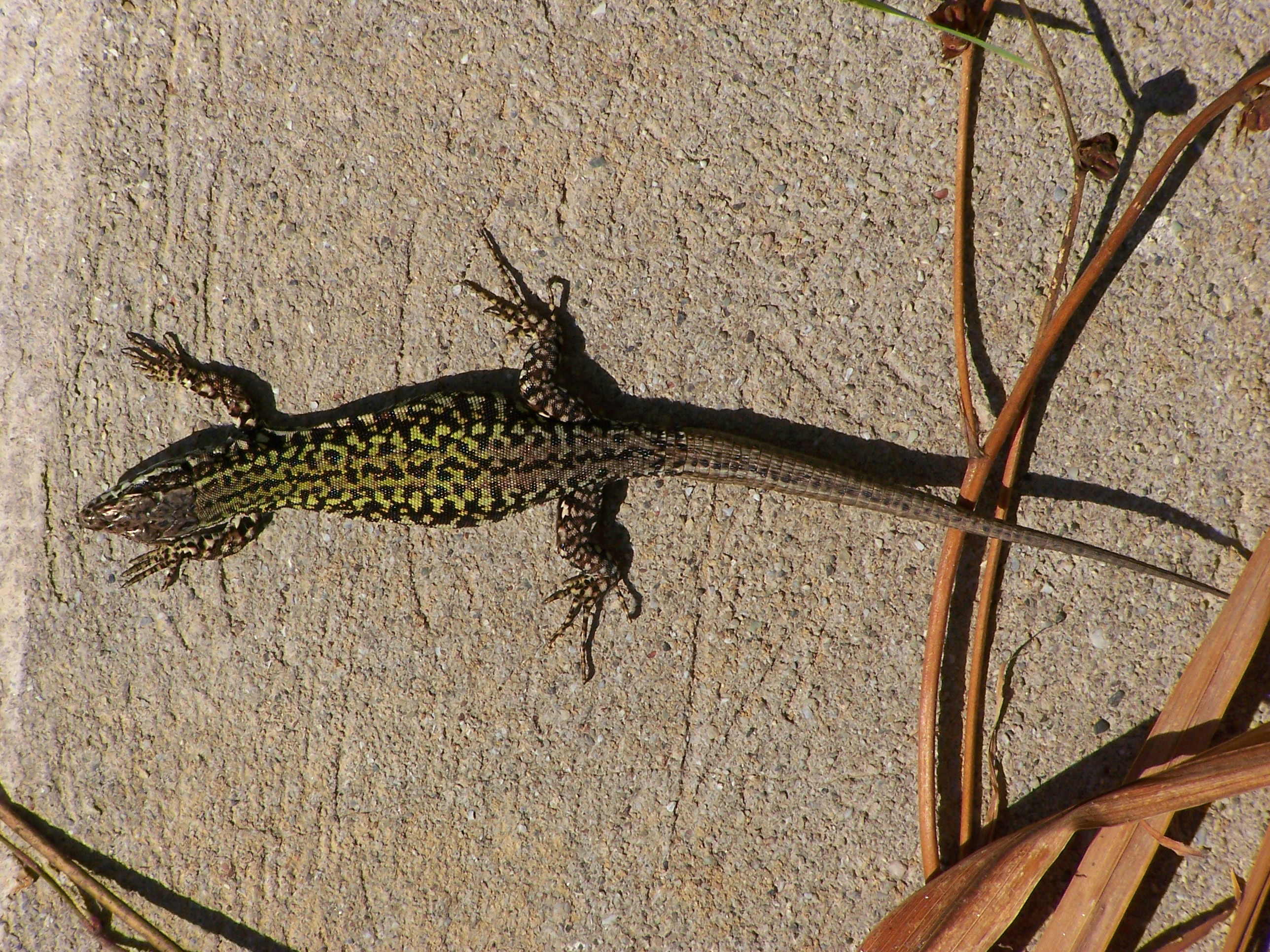
Murówka zwyczajna (Podarcis muralis)

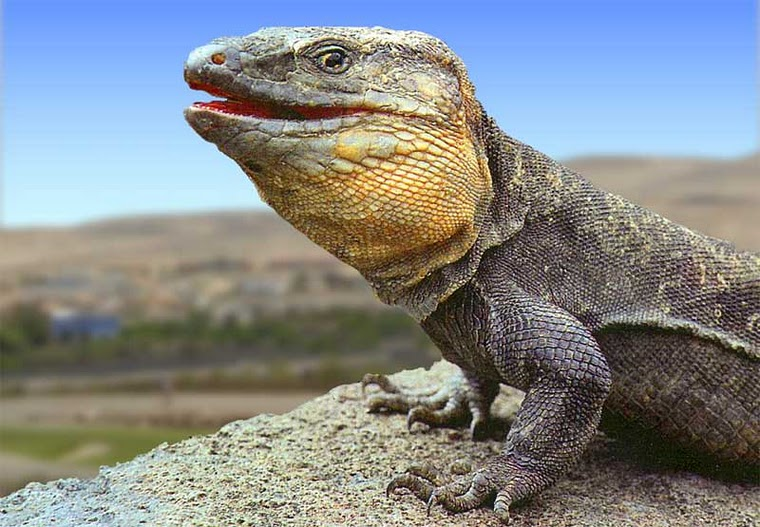
Gallotia stehlini

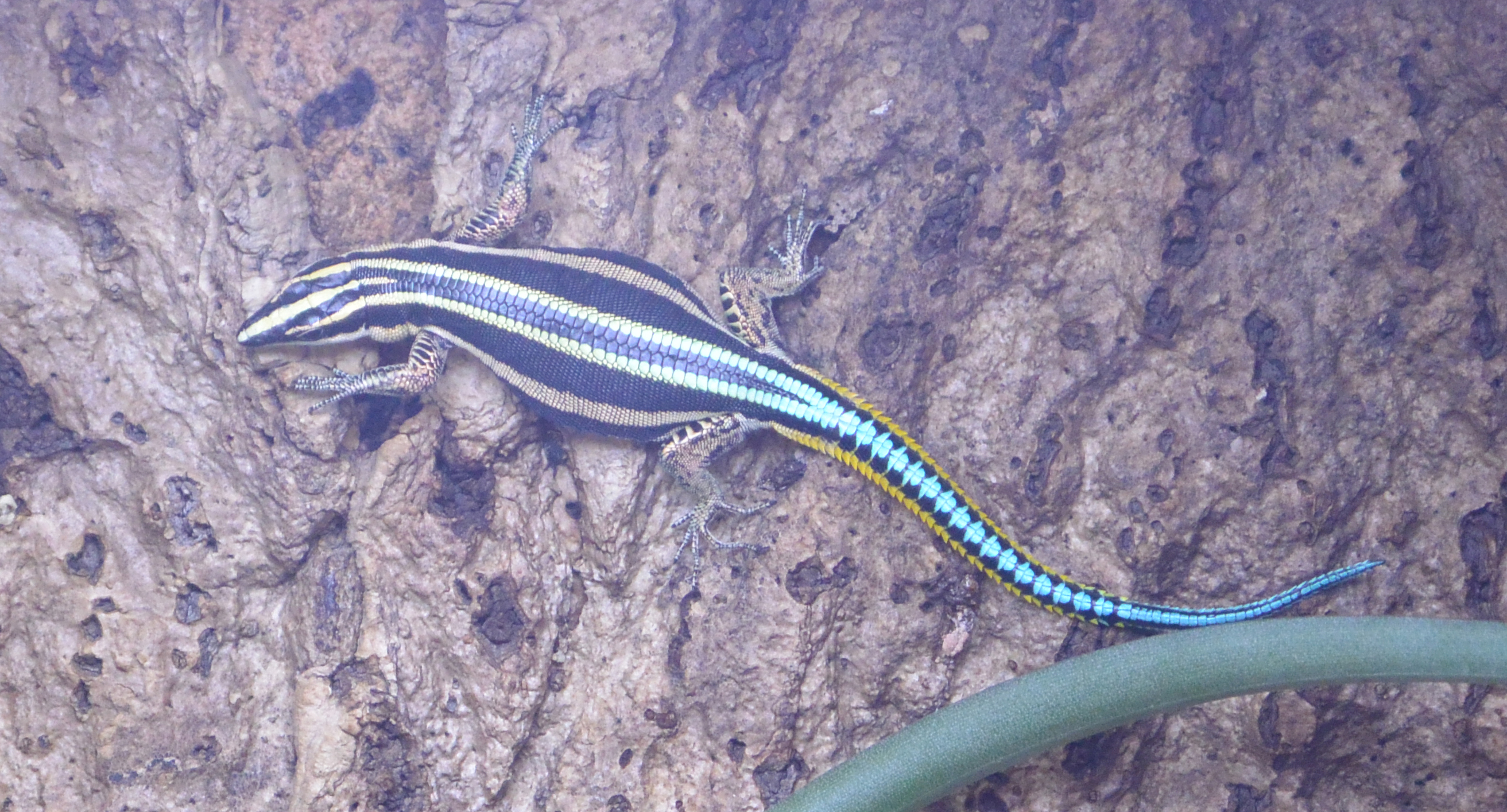
Piłogonka okienkooczna (Holaspis guentheri)

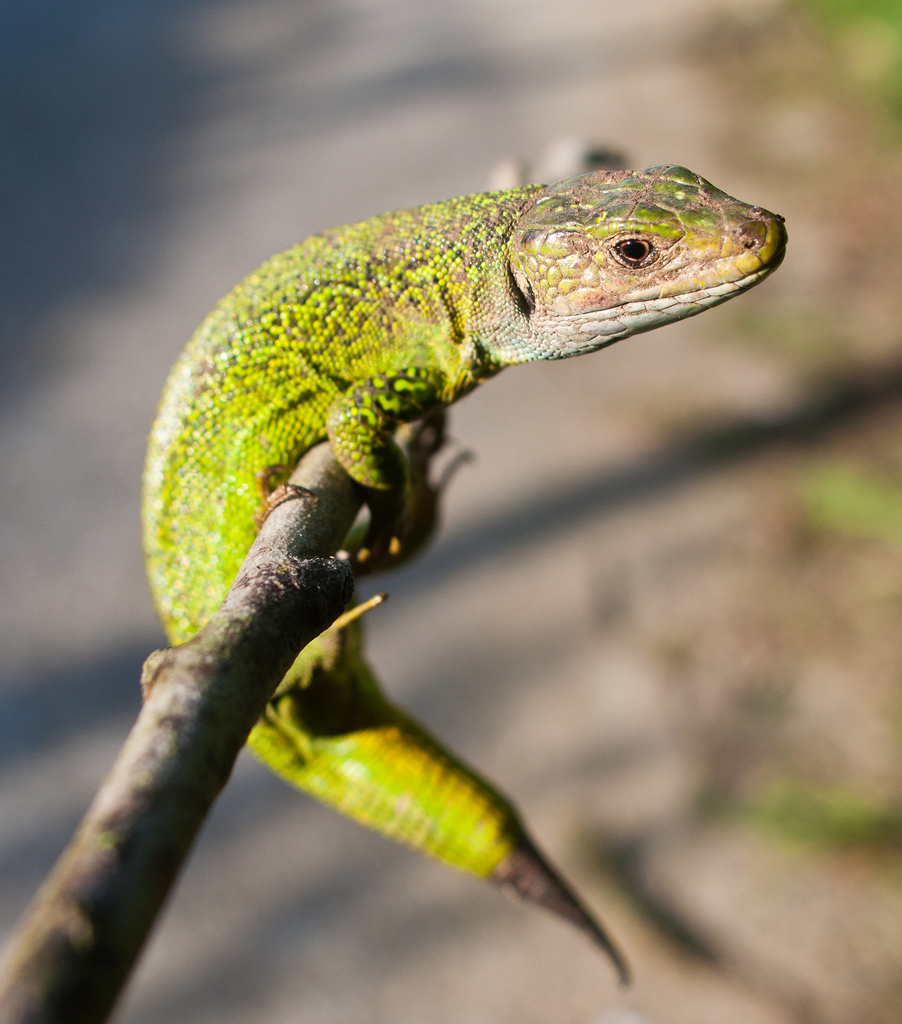
Jaszczurka perłowa (Timon lepidus)

### Podział systematyczny
Do rodziny Lacertidae należą występujące współczesne rodzaje:

- Acanthodactylus Wiegmann, 1834
- Adolfus Sternfeld, 1912
- Algyroides Bibron & Bory, 1833
- Anatololacerta Arnold, Arribas & Carranza, 2007
- Apathya Méhely, 1907
- Archaeolacerta Mertens, 1921 – jedynym przedstawicielem jest Archaeolacerta bedriagae (Camerano, 1885) – jaszczurka tyrreńska
- Atlantolacerta Arnold, Arribas & Carranza, 2007 – jedynym przedstawicielem jest Atlantolacerta andreanskyi (Werner, 1929)
- Australolacerta Arnold, 1989 – jedynym przedstawicielem jest Australolacerta australis (Hewitt, 1926)
- Congolacerta Greenbaum, Villanueva, Kusamba, Aristote & Branch, 2011
- Dalmatolacerta Arnold, Arribas & Carranza, 2007 – jedynym przedstawicielem jest Dalmatolacerta oxycephala (Schlegel, 1839) – jaszczurka ostropyska
- Darevskia Arribas, 1999
- Dinarolacerta Arnold, Arribas & Carranza, 2007
- Eremias Wiegmann, 1834
- Gallotia Boulenger, 1916
- Gastropholis Fischer, 1886
- Heliobolus Fitzinger, 1843
- Hellenolacerta Arnold, Arribas & Carranza, 2007 – jedynym przedstawicielem jest Hellenolacerta graeca (Bedriaga, 1886) – jaszczurka grecka
- Holaspis Gray, 1863
- Iberolacerta Arribas, 1999
- Ichnotropis Peters, 1854
- Iranolacerta Arnold, Arribas & Carranza, 2007
- Lacerta Linnaeus, 1758
- Latastia Bedriaga, 1884
- Meroles Gray, 1838
- Mesalina Gray, 1838
- Nucras Gray, 1845
- Omanosaura Lutz, Bischoff & Mayer, 1986
- Ophisops Ménétriés, 1832
- Parvilacerta Harris, Arnold & Thomas, 1998
- Pedioplanis Fitzinger, 1843
- Philochortus Matschie, 1893
- Phoenicolacerta Arnold, Arribas & Carranza, 2007
- Podarcis Wagler, 1830
- Poromera Boulenger, 1887 – jedynym przedstawicielem jest Poromera fordii (Hallowell, 1857)
- Psammodromus Fitzinger, 1826
- Pseuderemias Boettger, 1883
- Scelarcis Fitzinger, 1843 – jedynym przedstawicielem jest Scelarcis perspicillata (Duméril & Bibron, 1839) – murówka okularowa[2]
- Takydromus Daudin, 1802
- Teira Gray, 1838 – jedynym przedstawicielem jest Teira dugesii (Milne-Edwards, 1829)
- Timon Tschudi, 1836
- Tropidosaura Boie, 1826
- Vhembelacerta Edwards, Herrel, Vanhooydonck, Measey, Tolley & Branch, 2013 – jedynym przedstawicielem jest Vhembelacerta rupicola (Fitzsimons, 1933)
- Zootoca Wagler, 1830